# بلاقيه في زماني (ألبوم)
بلاقيه في زماني هو الألبوم الثالث الرسمي للمطربة اللبنانية نوال الزغبي، الألبوم مكون من 7 أغاني وتم إنتاج الالبوم عام 1995 من قبل شركة ميوزيك بوكس انترناشونال.

## الأغاني
1. ولايهمني
2. بلاقيه في زماني
3. اعمل معروف
4. ماتسالنيش
5. ماتعتبوش علينا
6. الحب ابتدي
7. زي مالفيت